# Cratere Tomini
Tomini  è un cratere sulla superficie di Marte.